# Rhabdochaeta formosana
Rhabdochaeta formosana es una especie de insecto del género Rhabdochaeta de la familia Tephritidae del orden Diptera.

## Historia
Tokuichi Shiraki la describió científicamente por primera vez en el año 1933.